# James Turner
James Turner (22 de maio de 1996) é um atleta e futebolista paralímpico australiano. Defendeu as cores da Austrália disputando os Jogos Paralímpicos do Rio de Janeiro, em 2016, onde venceu a prova dos oitocentos metros rasos masculino T36, com o tempo recorde mundial de 2:02.29. Conquistou o ouro nos quatrocentos metros da T36 em Tóquio 2020.